# Johann Georg Pisendel

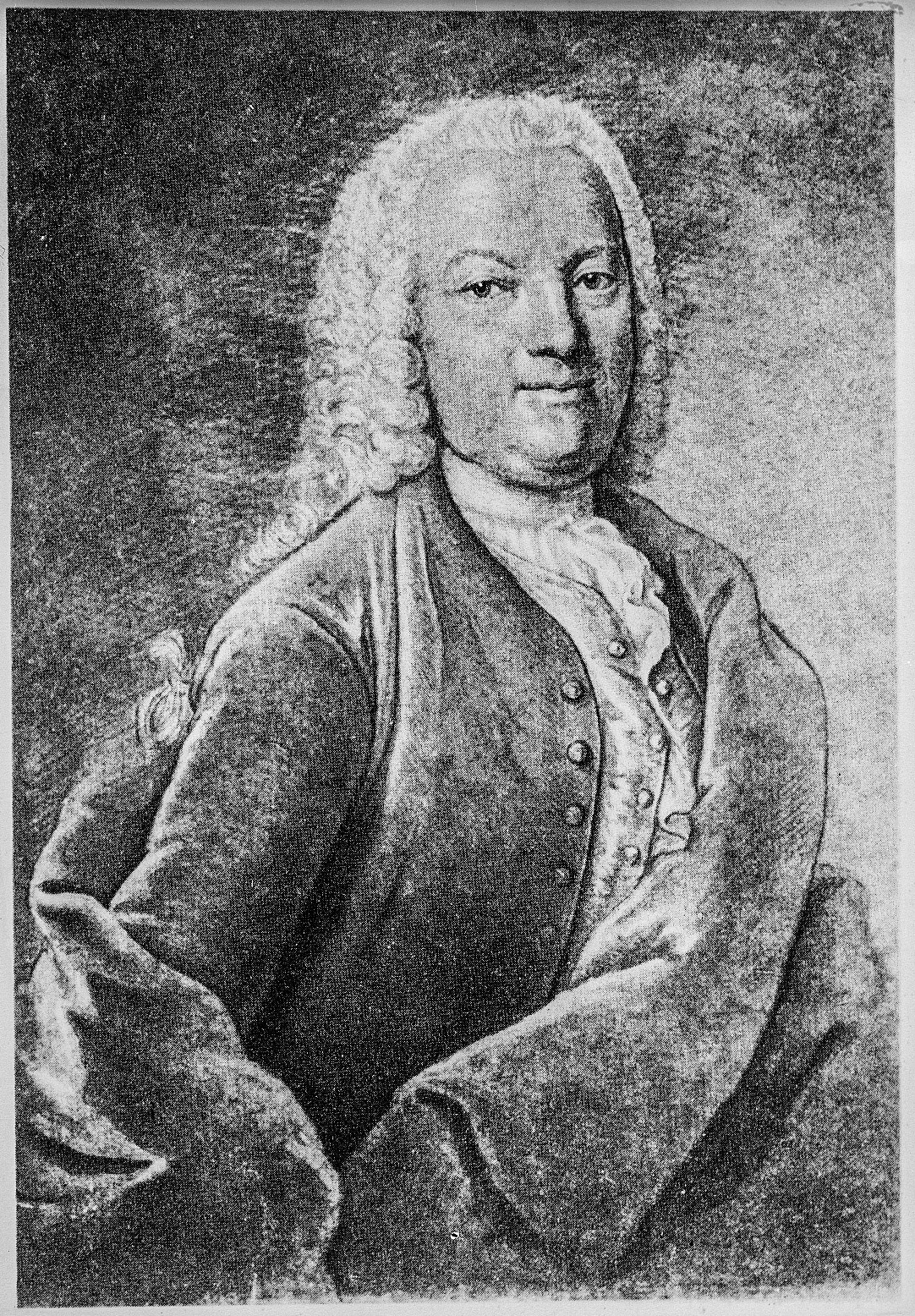
Johann Georg Pisendel

Johann Georg Pisendel (Cadolzburg, bij Fürth, 26 december 1687 - Dresden, 25 november 1755) was een Duits violist, componist, dirigent en muziekpedagoog.
Hij studeerde bij Pistocchi en Torelli, werd op 16-jarige leeftijd violist aan het hof van Ansbach, studeerde daarna enige tijd aan de Universiteit van Leipzig, maar koos ten slotte toch geheel voor de muziek.
Hij was werkzaam in Leipzig en Dresden, nu eens als violist, dan weer als gezien dirigent.

## Oeuvre
- 7 vioolconcerti
- 4 concerti grossi
- vioolsonates

- Biblioteca Nacional de España: XX4891849
- Bibliothèque nationale de France: cb13978027j (data)
- CiNii: DA08512538
- Gemeinsame Normdatei: 11946912X
- International Standard Name Identifier: 0000 0000 8123 3121
- Library of Congress Control Number: n83194300
- Nationale Bibliotheek van Letland: 000312604
- MusicBrainz: 28c25bb3-b017-4167-ab49-e1f49383076b
- Nationale Bibliotheek van Tsjechië: jx20060117078
- Nationale bibliotheek van Australië: 49788609
- Nationale Bibliotheek van Israël: 987007275598505171
- Nederlandse Thesaurus van Auteursnamen: 153435399
- Istituto Centrale per il Catalogo Unico: CFIV156564
- SNAC: w69p62sx
- Système universitaire de documentation: 080565182
- Trove: 1496961
- Virtual International Authority File: 44493197
- WorldCat: E39PBJdgVhhcbvhwXYWfXx7vHC